# HOT LIMIT
《HOT LIMIT》是T.M.Revolution在1998年6月24日发行的单曲，是自身的第八张单曲。唱片由日本索尼音乐娱乐(Epic Records Japan)代理發行。

## 概要
- 累计销售约71万张。
- 曲目3的“HOT LIMIT(MITSUYA-MIX)”是當時日本职业棒球歐力士野牛的外野手鈴木一朗演出的“三矢蘇打”广告主題曲。广告在单曲发行前4个月就开始放映。广告版与单曲版相比，歌词及编曲有所不同。
- 歌词中出现了“ダイスケ(浅倉大介)”，引用了浅仓的著书《ダイスケ的にOK!?》的题目。巡回演唱会中也经常用举行地名来替换“ダイスケ”部分。
- 《UNDER : COVER》版本中的“ヤスヒロ”是西川父亲的名字。
- PV方面，西川继续他的奇装异服，这次他穿着黑色布条装站在搭在海面上的星形舞台上，吹着海风跳舞。(偶发事件：组成舞台的5片红色板子的其中一片被强风吹飞了。)其拍摄风格也出现在《HIGH PRESSURE》、《HEAT CAPACITY》的PV上。
- 在出道十周年与Hello Kitty的合作活动上，出现了穿着此套衣装的凯蒂猫。
- 2008年，由HIGH and MIGHTY COLOR 翻唱，並在此歌曲的發售十週年後隔日發行同名單曲。
- 2016年，動畫《ReLIFE》第二集片尾曲。
- 2017年，由手機音樂遊戲《バンドやろうぜ！》中的Fairy April樂團主唱 鳳葵陽（蒼井翔太）翻唱。
- 2018年11月30日，偶像大师 灰姑娘女孩 星光舞台實裝了島村卯月（大橋彩香）的翻唱版本。
- 2022年2月，時值Covid-19疫情期間，因歌詞開頭第一句「Yo!!Say!!」與「陽性」日文發音相近，其MV在twitter和TikTok被製作成謎因影片廣為轉發。(參見：コロナ陽性になった時に報告する曲。 （页面存档备份，存于）)

## 收录曲目
| CD       | CD                             | CD       | CD       | CD       | CD    |
| 曲序     | 曲目                           |          | 作曲     | 編曲     | 时长  |
| -------- | ------------------------------ | -------- | -------- | -------- | ----- |
| 1.       | HOT LIMIT                      | 井上秋緒 | 浅倉大介 | 浅倉大介 | 3:41  |
| 2.       | AQUALOVERS‐DEEP into the night | 井上秋緒 | 浅倉大介 | 浅倉大介 | 4:03  |
| 3.       | HOT LIMIT (MITSUYA-MIX)        | 井上秋緒 | 浅倉大介 | 浅倉大介 | 3:37  |
| 总时长： | 总时长：                       | 总时长： | 总时长： | 总时长： | 11:23 |

## 收录专辑

### 原创专辑
- The Force（#1 Album Ver.、#2 Album Ver.）

### 混音专辑
- DISCORdanza Try My Remix 〜Single Collections（#1 T8-Floor P-Mix、#2 Liquid Moon Night K-Mix）

### 精选集
- B★E★S★T（#1）
- The Complete Single Collection of T.M.Revolution 1000000000000 -billion-（#1）
- UNDER:COVER（#1、#2）
- DAynamite Mix Juice1〜You know beat?〜（#1）